# Portable Game Notation
Portable Game Notation (PGN) — формат файлу для збереження шахових партій. Він був розроблений
Стівеном Едвардсом (англ. Steven J. Edwards) в 1994 році, щоб полегшити обмін партіями (наприклад через інтернет) між шаховими програмами.
Формат PGN використовує символи з ASCII-кодування і складається з двох частин: метадані і нотація партії. У першій частині міститься інформація про партію: турнір, тур, імена гравців, результат тощо. Друга частина складається з алгебраїчної нотації. Коментарі розташовують між {} дужок.
Більшість шахових програм підтримує цей формат. Обробка файлів може відбуватися і за допомогою звичайної програми для редагування тексту. В одному файлі можна зберігати більше, ніж одну партію.

## Seven Tag Roster

### Event-Тег
[Event "?"] (Назви турніру, матчі)

#### Приклади
- [Event "FIDE World Championship"]
- [Event "Moscow City Championship"]
- [Event "ACM North American Computer Championship"]
- [Event "Casual Game"]

### Site-Тег
[Site "?"] (Місце проведення) Структура: «Місто, Регіон Країна» 

Для позначення країни використовується список кодів МОК.

#### Приклади
- [Site "New York City, NY USA"]
- [Site "St. Petersburg RUS"]
- [Site "Riga LAT"]

### Date-Тег
[Date "????.??.??"] (Дата)

#### Приклади
- [Date "1992.08.31"]
- [Date "1993.??.??"]
- [Date "2001.01.01"]

### Round-Тег
[Round "?"] (Тур)

#### Приклади
- [Round "1"]
- [Round "3.1"]
- [Round "4.1.2"]

### White-Тег
[White "?"] (Ініціали Гравця «Білі»)

#### Приклади
- [White "Tal, Mikhail N."]
- [White "van der Wiel, Johan"]
- [White "Acme Pawngrabber v.3.2"]
- [White "Fine, R."]

### Black-Тег
[Black "?"] (Ініціали Гравця «Чорні»)

#### Приклади
- [Black "Lasker, Emmanuel"]
- [Black "Smyslov, Vasily V."]
- [Black "Smith, John Q.: Woodpusher 2000"]
- [Black "Morphy"]

### Result-Тег
[Result "*"] (Результат)

#### Приклади
Всі можливі результати
- [Result "0-1"]
- [Result "1-0"]
- [Result "1/2-1/2"]
- [Result "*"]